# Asternrevolution
Asternrevolution (ungarisch Őszirózsás forradalom; deutsch auch Herbstrosenrevolution) werden die Demonstrationen, Unruhen und Streiks von Soldaten und Zivilisten genannt, die in Budapest und anderen Städten Ungarns vom 28. bis zum 31. Oktober 1918 stattfanden.

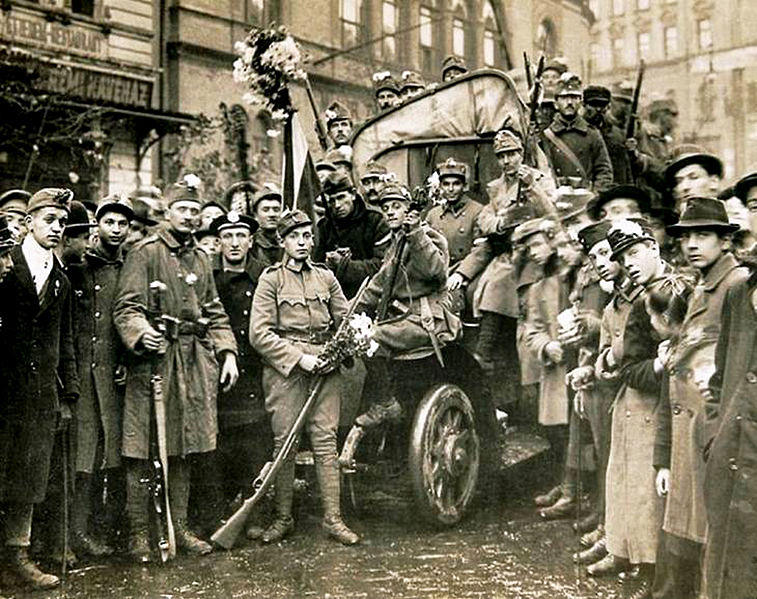
Ungarische Revolutionäre (31. Oktober 1918)

Der Name leitet sich von den Astern ab, die die Soldaten anstelle der entfernten Kappenröschen und Hoheitsabzeichen der österreichisch-ungarischen Streitkräfte an ihre Mützen hefteten und die zu ihrem Symbol wurden.

## Die Vorgänge
Im Zuge des beginnenden Zerfalls der Habsburgermonarchie in der Endphase des Ersten Weltkriegs kündigte die ungarische Regierung unter Ministerpräsident Sándor Wekerle mit Zustimmung von König Karl IV. Mitte Oktober 1918 die Realunion mit Österreich per Ende Oktober 1918 auf. Noch im Oktober bildete sich der Ungarische Nationalrat, ein Oppositionsbündnis gegen die immer noch von Wekerles langjährigem Vorgänger István Tisza bestimmte Politik. Dass der König am 27. Oktober 1918 János Hadik zum neuen Ministerpräsidenten ernannte, beruhigte die von der Niederlage im Krieg enttäuschten und mit den schwierigen Lebensumständen unzufriedenen Menschen keineswegs.
Mangels staatlicher Autorität konnten Militärs vorübergehend eigenständig Politik machen: In der Nacht zum 31. Oktober 1918 besetzten militärische Einheiten, die sich dem Nationalrat angeschlossen hatten, die Hauptstadt Budapest. König Karl IV. musste daraufhin gegen den Widerstand der alten ungarischen Führungsschicht um Andrássy den bisherigen Oppositionellen Mihály Károlyi zum Ministerpräsidenten ernennen. Noch am gleichen Tag wurde Tisza von Soldaten in seiner Villa erschossen.

## Weitere Entwicklung
Károlyi bildete eine bürgerlich-demokratische Regierung. Zwei Wochen später verzichtete König  Karl IV., wie am 11. November 1918 als Kaiser von Österreich, am 13. November 1918 auf jeden Anteil an den Staatsgeschäften im Königreich Ungarn. Károlyi gründete daraufhin die Ungarische Volksrepublik.
Der neuen Regierung gelang es nicht, das Gebiet des pro forma weiterexistierenden Königreichs zusammenzuhalten. Truppen der Nachbarländer Rumänien und Tschechoslowakei schufen im Ungarisch-Rumänischen Krieg mit der Besetzung von Pozsony (Pressburg), heute Bratislava, und Kolozsvar (Klausenburg), heute Cluj-Napoca, territoriale Fakten, die internationale Regelungen vorwegnahmen. Die kroatische Nationalversammlung fasste den Entschluss, sich dem neuen Königreich Jugoslawien anzuschließen.
Ein bedeutender Teil Altungarns geriet unter französische, rumänische und serbische Kontrolle. Diese territorialen Verluste führten nach wenigen Monaten zum Sturz der Regierung Károlyi. Ein ungarisches Pendant zur Dolchstoßlegende machte ihn und seine Minister für das Auseinanderfallen des Landes verantwortlich.
Vertreter der Kleinen Entente verlangten von der Regierung immer weitere Gebietsabtretungen, was sie schließlich veranlasste, am 20. März 1919 zurückzutreten und dem Proletariat der Völker von Ungarn die Macht zu übertragen. Zu dieser Zeit bereiteten die führenden sozialdemokratischen und kommunistischen Politiker in den Budapester Sammelgefängnissen bereits die Bildung einer Räterepublik nach sowjetischem Muster vor. Am 21. März 1919 ergriffen diese unter Béla Kun die Macht.

## Die Asternrevolution im Detail
Die Revolution begann mit der Gründung des Nemzeti Tanács (ungarisch für ‚Nationalrat‘) in der Nacht des 23. Oktober 1918. Der Rat unter dem Vorsitz von Károlyi forderte in einem 12-Punkte-Manifest die sofortige Beendigung des Krieges, die Einräumung vollständiger Unabhängigkeit, die Einführung tiefgreifender demokratische Reformen sowie Versöhnung mit den Nationen und territoriale Integrität. Die Demonstranten übernahmen die Ziele des Nationalrats und forderten die Ernennung Károlyis zum Ministerpräsidenten. Dieser bildete mit den Vertretern der drei Parteien des Nationalrats, der Függetlenségi és 48-as Párt (‚Partei der Unabhängigkeit und der 48-er‘), der Polgári Radikális Párt (‚Bürgerlich-Radikale Partei‘) und der Magyarországi Szociáldemokrata Párt (‚Ungarische Sozialdemokratische Partei‘) eine neue Regierung.
Am 27. Oktober 1918 ernannte Kaiser Karl I. (bzw. Karl IV., König von Ungarn) den Grafen János Hadik zum Ministerpräsidenten, worauf massenhafte Proteste der Bevölkerung folgten. Die protestierenden Massen forderten die Ernennung des Vorsitzenden des Ungarischen Nationalrats, Graf Károlyi, zum Regierungschef. Károlyi hatte sich bereits in den Jahren zuvor als Kriegsgegner profiliert, sich für eine Liberalisierung des Wahlrechts sowie eine Lösung der Landfrage eingesetzt.
Die Budapester Garnison unterstand zu dieser Zeit dem Soldatenrat. Am Nachmittag und in der Nacht des 30. Oktober nahmen die Einheiten des Soldatenrats strategische Punkte (Bahnhöfe, Telefonzentrale, Banken, Brücken, Post, Militärdepot) in Budapest ein. Dabei folgten sie der Weisung des Nationalrats, allerdings kam es auch zu selbst initiierten Aktionen. Die Soldaten und Matrosen wandten sich gegen ihre Offiziere, entwaffneten sie und befreiten politische Gefangene. Sie ersetzten ihre Rangabzeichen durch weiße Astern, die sie an ihre Uniformen und in die Gewehrläufe steckten. Am Morgen des 31. Oktobers zog der mit königlicher Vollmacht ausgestattete Joseph August von Österreich die drei Tage zuvor erfolgte Ernennung János Hadiks zurück und ernannte Mihály Károlyi zum Ministerpräsidenten.

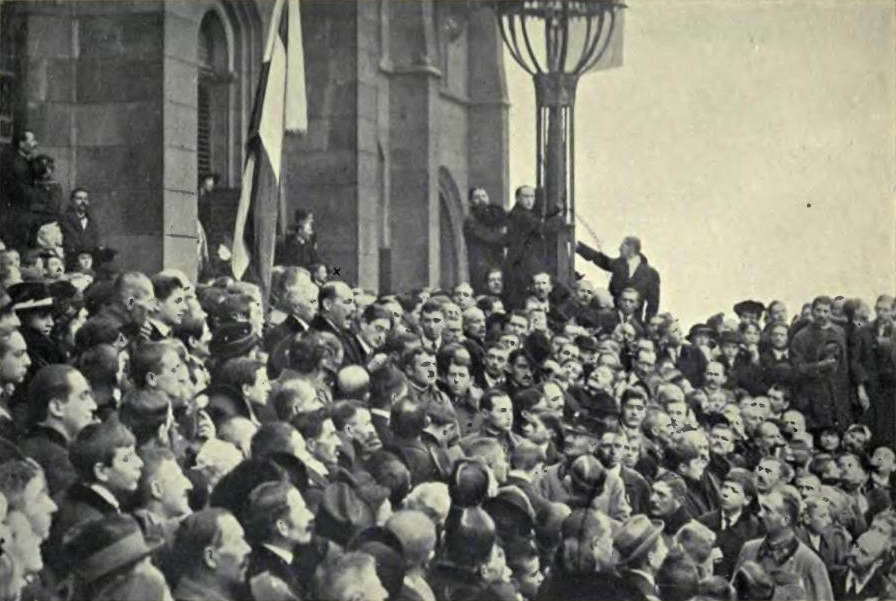
Mihály Károlyi (durch ein schwarzes x über seinem Kopf markiert) während einer Rede vor dem ungarischen Parlamentsgebäude (16. November 1918)

Die Machthaber in Wien reagierten auf den Druck der Straße, indem sie Károlyi am 31. Oktober mit der Kabinettsbildung beauftragten, was einen friedlichen Übergang zur bürgerlich-sozialdemokratischen Regierung ermöglichte. Am 2. November legten die Offiziere der Garnison den Eid auf die neue Regierung ab.

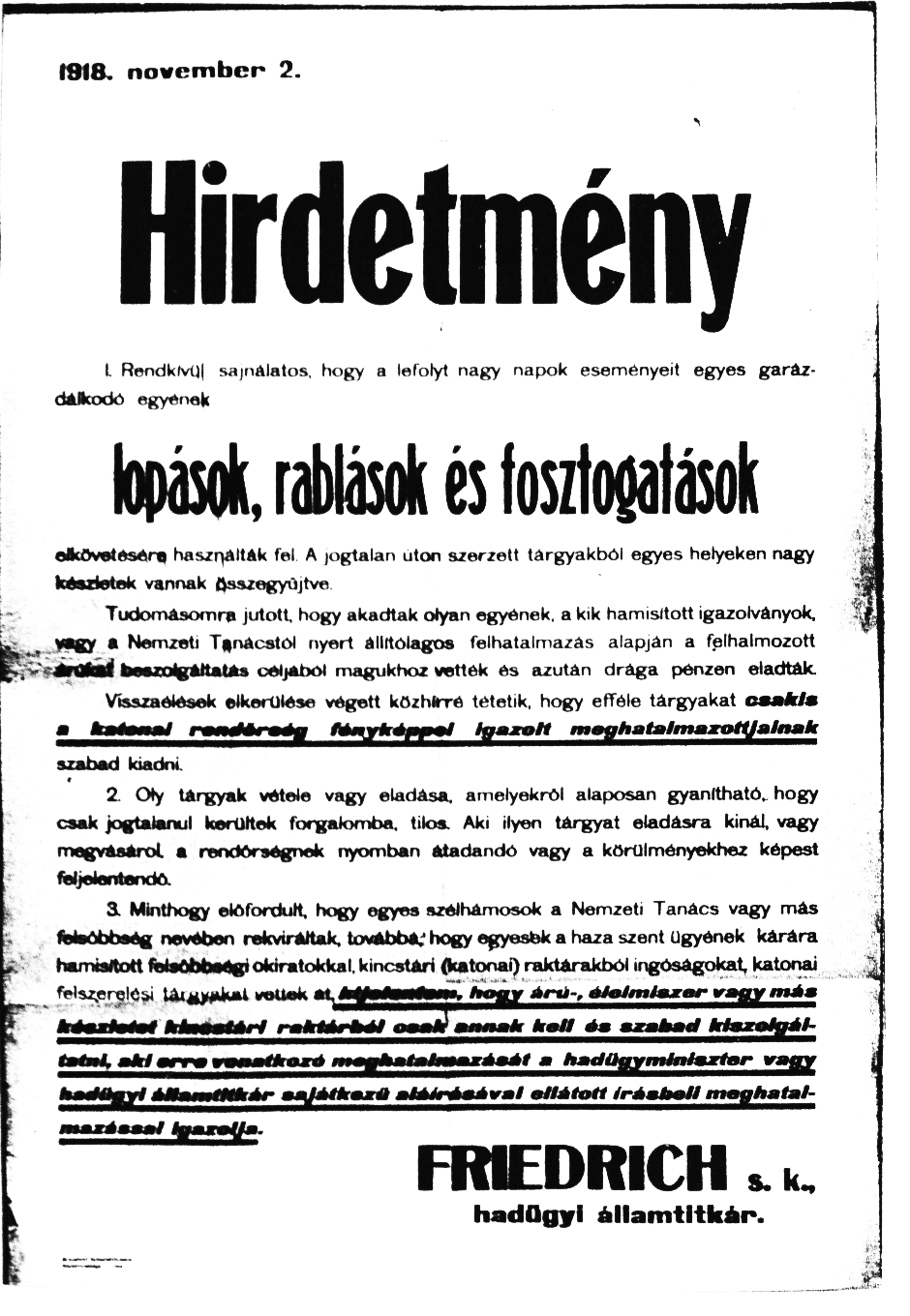
Kundmachung des Verteidigungsministeriums vom 2. November 1918

(Übersetzung des nebenstehenden Plakats)
2. November 1918
Kundmachung
1.) Es ist außerordentlich zu bedauern, dass randalierende Individuen die Ereignisse der vergangenen großen Tage für das Verüben von Diebstählen, Raub und Plünderungen ausgenutzt haben. Die auf illegalem Weg beschafften Gegenstände sind in großen Beständen an einschlägigen Orten gesammelt. Mir ist bekannt geworden, dass es solche Individuen gibt, die gefälschte Ausweise oder Vollmachten des Nationalrats benutzen, um Waren anzuhäufen und diese anschließend teuer zu verkaufen. Um Missbrauch zu vermeiden wird öffentlich erklärt, dass die besagten Gegenstände ausschließlich nur nach Vorzeigen einer mit einem  Bild versehenen Vollmacht der Militärpolizei weitergereicht werden dürfen.
2.) Der Kauf oder Verkauf von Gegenständen, die verdächtig sind, illegal in Umlauf geraten zu sein, ist verboten. Wer solche Waren zum Verkauf anbietet oder käuflich erwirbt ist unverzüglich der Polizei zu übergeben oder zu verhaften, falls die Umstände dies zulassen.
3.) Es hat sich ereignet, dass bestimmte Hochstapler im Namen des Nationalrats oder anderer Obrigkeiten eintreiben. Weiterhin haben einige, zum Schaden der Institution des Staates gefälschte Dokumente der Obrigkeit, Mobilien aus den (militärischen) Lagern der Schatzkammer und militärische Ausrüstungsgegenstände verbreitet. Daher erkläre ich, dass Waren, Lebensmittel und andere Gegenstände aus dem Lager der Schatzkammer nur von jemandem ausgeliefert werden dürfen, der mit einer sich darauf beziehenden Vollmacht ausgestattet ist, die vom Verteidigungsminister oder Verteidigungsstaatssekretär eigenhändig unterschrieben wurde, und sich mit dieser schriftlichen Vollmacht ausweisen kann.
Friedrich m.p.,
Staatssekretär im Verteidigungsministerium
König Karl verzichtete in der Folge am 13. November, wie zwei Tage zuvor in Deutschösterreich, auf jeden Anteil an den Staatsgeschäften. Am 16. November 1918 übertrug das ungarische Parlament die oberste Staatsgewalt auf die Regierung Károlyis. Am selben Tag wurde die Ungarische Volksrepublik bzw. Ungarische Räterepublik ausgerufen.

## Soziale Hintergründe
Die gesellschaftliche Entwicklung im Königreich Ungarn zur Zeit der Jahrhundertwende war von starken sozialen Gegensätzen geprägt. Einerseits erntete eine schmale Oberschicht die Profite der Industrialisierung und trug zu technischem und kulturellem Fortschritt bei. Andererseits litt der Großteil der Bevölkerung unter Armut, geringer Bildung und einem mangelhaften Gesundheitssystem. Beispielsweise erreichte nur die Hälfte der Geborenen das fünfte Lebensjahr.
Im Verlauf des Ersten Weltkriegs verhärtete sich die soziale Situation der Bevölkerung drastisch. Erkennbar ist dies beispielsweise an der Lohnentwicklung während der Kriegsjahre. Im Verhältnis zum Reallohn eines Fabrikarbeiters in den Jahren 1913/14 sank das Lohnniveau im Jahr 1918 auf 53,4 %. Staatliche Amtsträger erhielten nur noch ein Drittel (32,9 %) des Lohnes vor Kriegsausbruch.
Während die Dividenden des Großkapitals stiegen (z. B. zwischen 1916 und 1917 im Bergbau um 38 %), war die einfache Bevölkerung vor existentielle Probleme gestellt. In der ersten Hälfte des Jahres 1918 wurde die Brotrationen pro Person von 100 auf 50 Gramm reduziert. Als auch die grundlegende Versorgung mit lebensnotwendigen Gütern nicht mehr gewährleistet war, kam es im ganzen Land zu Streiks.
Im Januar 1918 begannen die Munitionsarbeiter in Wien einen allgemeinen Streik, der sich auch nach Budapest und in Provinzstädte in Ungarn ausbreitete. In den folgenden Monaten kam es zu Meutereien, wie z. B. im Mai in Pécs, denen sich bewaffnete Bergarbeiter anschlossen. Im Herbst des Jahres wurden die Forderungen der hungernden Bevölkerung nach Land und nach einem grundlegenden Ausbau der Freiheitsrechte radikaler.
Die Zahl der Kriegsgegner in Ungarn hatte ebenfalls im Lauf der Kriegsjahre zugenommen. 1914 verfügte die Regierung noch über die Unterstützung einer breiten Parteienfront, einschließlich der außerparlamentarischen Ungarischen Sozialdemokratischen Partei (Magyarországi Szociáldemokrata Párt, MSZDP). Ab 1916 traten schließlich auch die MSZDP, die 1914 gegründete Bürgerlich-Radikale Landespartei (Országos Polgári Radikális Part) und die Partei der Kleinlandwirte (Kisgazdapárt) für das Ende des Kriegs ein.
Die innenpolitischen Spannungen im Land wurden zudem durch die Frage der Nationalitäten verschärft. Obwohl nur etwa die Hälfte der Einwohner des ungarischen Königreichs ethnische Magyaren waren, waren nur fünf der 143 Reichstagsabgeordneten Angehörige anderer Nationalitäten. Diese sahen in der Gründung eigener Nationalstaaten die Chance auf politische und kulturelle Unabhängigkeit.
Die Zusammensetzung des Parlaments zeigt auch die mangelnde Repräsentation von Arbeitern (keine Vertreter) und Bauern (zwei Vertreter). Nur 12 % der Bevölkerung über 21 Jahre waren wahlberechtigt, darunter keine Frau.
Die gravierende soziale Ungleichheit führte zu  starkem Zulauf bei Gewerkschaften, linken Parteien und Arbeiterorganisationen.
Als die Niederlage im Krieg offensichtlich wurde und nationale Kräfte in beiden Vielvölkerstaaten der Doppelmonarchie begannen, die Errichtung unabhängiger Staaten vorzubereiten, ging dies mit dem Zerfall Österreich-Ungarns und seiner beiden konstituierenden Staaten einher.

## Resumé

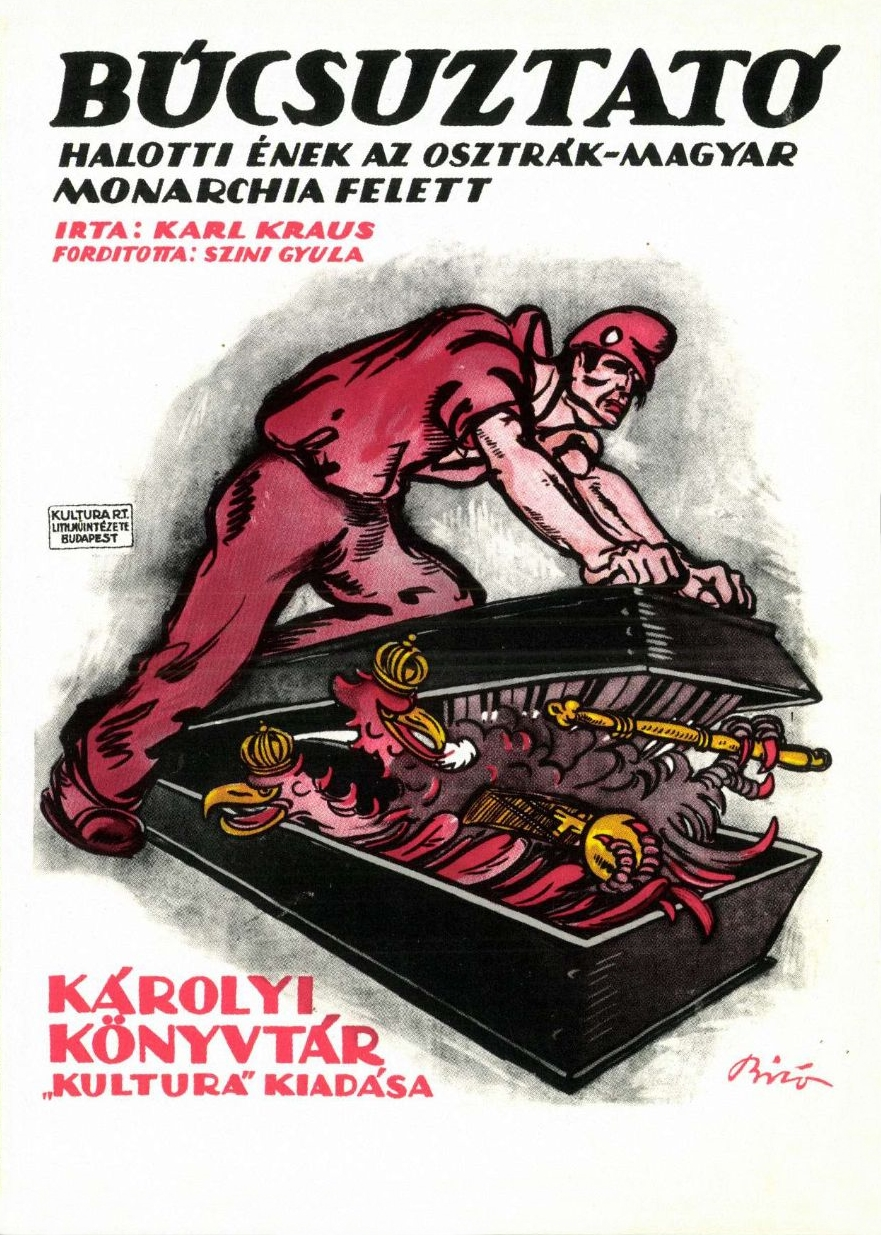
Übersetzung des Buchumschlags: Totengesang über die Österreich-Ungarische Monarchie
Umschlag: Mihály Biró (1919)

Während Károlyis Regierungszeit polarisierte und radikalisierte sich die Bevölkerung. Es bildeten sich verschiedene paramilitärische Gruppierungen. Rechtsgerichtete Kräfte kämpften für die Restauration des früheren Regimes, insbesondere aber erstarkten kommunistische Verbände. Károlyi ließ bewaffnete Gruppen beider politischer Lager verbieten, auch die 1918 gegründete Kommunistische Partei, deren Führungspersonen verhaftet wurden.
Plünderungen wurden von den noch funktionierenden Behörden bekämpft, wobei es auch viele Todesopfer gab. In Eperies starben mehr als 100 Menschen, in Muraköz gab es 134 Opfer, in den Banater Gemeinden Kula, Melence und Törökbecse betrug die Zahl der Opfer 68 und im Komitat Bihar 90. In Facsád im Komitat Krassó-Szörény wurden von einem Flugzeug Bomben auf plündernde Bauern abgeworfen, wobei 104 Menschen umkamen. In Jósikafalva im Komitat Kolozs gab es 40 Opfer und in Munkács starben 7 Menschen. In Látrány im Komitat Somogy sowie im Komitat Fejér gab es ebenfalls jeweils 7 Tote. In Miskolc wurden 200 verhaftet, in Nyíregyháza 1.000. Dort gab es auch 75 Todesopfer. Im oberungarischen Galgóc wurden 27 Plünderer verhaftet. Insgesamt kam es in diesem Zeitraum etwa zu 590 Todesfällen, die in Zusammenhang mit den revolutionären Ereignisse standen.
Staatlichen Institutionen, insbesondere die Armee waren geschwächt und im Zerfall, so dass die territoriale Integrität nicht verteidigt werden konnte. Der während des Kriegs steigende Versorgungsmangel wurde infolge der Arbeitsunterbrechung noch gravierender. Wegen des Verlusts der Kohleminen war die Beheizung der Wohnhäuser im Winter 1918 bis 1919 katastrophal schlecht.

### Kritische Darstellung von rechter Seite
In den Wirren der Revolution wurden in Budapest wie im ganzen Land zahlreiche Gesetze gebrochen. In der Lánchíd csata (‚Schlacht um die Kettenbrücke‘) am 28. Oktober wurden drei Menschen getötet und etwa 55 verletzt.
In seinem Buch Északi szél (‚Nordwind‘) schreibt Zsigmond Remenyik einen Bericht über den Abend des 30. Oktober:

„A szomszéd ház kapujában két siheder egy fiatal tisztet rohant meg. Az egyik sihedernek nagy konyhakés volt a kezében. Fenyegetően ordítoztak. Egy bot emelkedett. Leütötték a sapkát a kis hadnagy fejéről. Szurtos kezek kaptak a nyakához. A konyhakés a gallérjánál mozgott... levágták róla a csillagot. Az érdemkereszt és a nagy vitézségi érem összecsörrent a mellén. A csőcselék röhögött. A kis hadnagy födetlen fővel állt a kör közepén, és arca krétafehér volt. Nem szólt semmit, nem is védekezett, csak a válla rángatódzott félszegen. Aztán ügyefogyott mozdulattal, mint a sírni készülő gyerek, a szeme elé kapta kifordított bal kezét. Szegény kis hadnagy! Ekkor láttam meg, hogy jobb karja tőből hiányzik.“

„Am Tor des Nachbarhauses hetzten zwei Jugendliche einen jungen Offizier. Einer der Jugendlichen hatte ein großes Küchenmesser in seiner Hand. Sie bedrohten ihn grölend. Ein Stock hob sich. Sie schlugen die Mütze vom Kopf des kleinen Leutnants. Mit lumpigen Händen griffen sie nach seinem Hals. Das Küchenmesser bewegte sich an seinem Kragen... sie schnitten ihm die Sterne ab. Das Verdienstkreuz und die große Tapferkeitsmedaille klirrten an seiner Brust. Die Bagage lachte. Der kleine Leutnant stand mit blankem Kopf in der Mitte der Runde und sein Gesicht war kreidebleich. Er sagte nichts, verteidigte sich nicht einmal, nur seine Schultern zitterten vor Angst. Danach hielt er sich in einer ungeschickten Bewegung die linke Hand vor die Augen wie ein Kind, das anfängt zu weinen. Armer kleiner Leutnant! Dann sah ich, dass ihm von der Schulter abwärts der rechte Arm fehlte.“

„Október 31-én a délutáni és esti órákban Tisza István Hermina (…) úti villájába a délután folyamán fegyveres katonák hatolnak be (hogy kik, máig sem sikerült megnyugtatóan tisztázni), elzavarják a villa őrzésére kirendelt csendőröket és Tiszát rövid szóváltás után agyonlövik.“

„Am 31. Oktober, in den Nachmittags- und Abendstunden drangen (…) bewaffnete Soldaten in der Hermina (…) Straße in die Villa von István Tisza ein (wer, ist bis heute nicht gelungen zufriedenstellend zu erklären), sperrten die zur Bewachung der Villa eingesetzten Gendarmen ein und schossen Tisza nach einem kurzen Wortwechsel nieder.“